# Ольга Келтошова
Ольга Келтошова, уроджена — Сухалова (27 лютого 1943, Пезінок) — словацька публіцистка, політик та дипломатка. Міністр праці, соціальних питань та сім'ї (1994—1998). Постійний представник Словаччини при Організації Об'єднаних Націй (1998—1999).

## Життєпис
Народилася 27 лютого 1943 року в місті Пезінок. У 1966 році закінчила факультет журналістики факультету мистецтв Університету Коменського в Братиславі. Під час навчання друкувалася у братиславському студентському журналі «Ехо студентів Братиславського університету» та у Празькому студенті.
Після радянської окупації в 1968 році вона не могла займатися своєю професією з політичних причин. У 1970—1971 роках працювала перекладачем на факультеті природничих наук Карлового університету. Після Ніжної революції вона стала прес-секретарем оновленої Демократичної партії, до якої її батько вступив до лютого 1948 року. Потім вона приєдналася до новоствореного Руху за демократичну Словаччину, оскільки не погоджувалася з перебігом подій навесні 1991 року, коли Владимира Мечіара було знято з посади прем'єр-міністра Словаччини. Для цього руху вона була обрана до СНР на виборах 1992 року і обіймала посаду міністра праці, соціальних питань та сім'ї у другому уряді Владимира Мечіара до його відставки у березні 1994 р. — вперше в словацькому уряді Чехословаччини, після розпуску Чехословаччини з 1 січня 1993 р. на посаді міністра незалежної Словаччини. Вона повернулася на посаду міністра праці та соціальних справ Словацької Республіки після дострокових парламентських виборів у 1994 році і залишалася на цій посаді до лютого 1998 року. У 1994 році, як член Національної ради Словацької Республіки, вона брала участь у так званій «ночі довгих ножів» з 3 на 4 листопада, де старий-новий уряд Владимира Мечіара швидко зайняв усі важливі парламентські посади. На парламентських виборах 1998 року була переобрана членом Національної ради Словацької Республіки. Однак у парламенті вона залишалася лише недовго, і в 1998 році уряд затвердив її призначення Постійним представником Словаччини при Організації Об'єднаних Націй. З 2 січня 2007 року по 20 грудня 2010 року була мером Ламацького району Братислави.